# Rhinopristiformes
I rinopristiformi (Rhinopristifomes) sono un gruppo di pesci cartilaginei imparentati con gli squali, comprendenti i pesci chitarra, i pesci sega e altre famiglie di pesci generalmente noti come "razze".

## Famiglie
- Famiglia Glaucostegidae
- Famiglia Pristidae
- Famiglia Rhinidae
- Famiglia Rhinobatidae
- Famiglia Trygonorrhinidae

### Possibili famiglie
A quest'ordine sono a volte attribuite altre famiglie, ma la posizione filogenetica non è chiara:
- Famiglia Platyrhinidae
- Famiglia Zanobatidae